# Лоренцо Латорре
Лоренцо Латорре Антоніо Іносенсіа Джампен (Монтевідео, 8 липня 1844 — Буенос — Айрес, 18 січня 1916) — військовий і політичний діяч Уругваю, губернатор де — факто між 1876 і 1879 роками, а також конституційний президент між 1879 і 1880 роками.

## Сходження до влади
10 березня 1876 року велике зібрання купців, національних землевласників і іноземців, які перебували у місті запропонували владу міністру війни полковнику Лоренцо Латорре(Педро Варела, замість Хосе Ельяурі, який склав повноваження у посаді першої магістратури, він також залишив владу) Серйозні кризи, з якими зіткнулася країна, в значній мірі через неефективність демократичних урядів вирішили зробити так. Лоренцо Латорре прийняв владу з титулом «Тимчасовий губернатор». Основними завданнями латорристського режиму були досягнення внутрішнього миру і порядку (у передвиборчій кампанії, насамперед) і затвердження права на приватну власність. З політичного боку його уряд мав на увазі заміну традиційних фракцій (білих і червоних) урядом найпотужніших груп економічного тиску, що об'єдналися з найсильнішою групою тиску в реальній і примусовій владі — армією. Неефективність, слабкість і штучний тон, який поступово набула політична надбудова республіки, призвели до майже безпосереднього посилення влади високою комерцією, сільським верхнім класом і іноземними інвесторами.

## Урядове управління

### Мілітаризм
Латорр спирався на технічні досягнення того часу, щоб закріпити політичну стабільність країни. Гвинтівка Amadeo і дробовик зі списом Esrripón дали армії незручну і недосяжну силу через її вартість для революціонерів. Важливість телеграфу полягає в швидкості передачі інформації в найвіддаленіші місця столиці. Залізниця дозволила швидко передати війська і зброю, щоб придушити революції. Йому вдалося залишитися поза політичними партіями (білим і червоним), (він був з Колорадо), але обидва прийняли його як людину, яка поклала б край анархії, з інтелектуальним «принципом» без реальної основи. Двічі намагалися повернути владу і направити Республіку своїми нормальними установами, але обидва рази, зібравшись в театрі «Алькалеба», депутати, гаучо і робочі люди позбавили його такої можливості (серед них був депутат Альберто Мендес).

### Судова система та система реєстрації
Він також здійснив модернізацію правового апарату, замінюючи мерів для відомчих юристів. Одночасно затверджено Цивільно-процесуальний кодекс та Кримінальну інструкцію 1878 року, а також сільський кодекс та створення Реєстру ембарго та заборон. У 1879 році був затверджений Закон про реєстрацію громадянського статусу, з яким функція, що виконувалася дотепер Церквою, перейшла в руки держави. Суди миру почали зберігати чотири записи: про народження, про смерть, про шлюби, про визнання і легітимації.

### Зімельні перетворення
В економічних питаннях, а також для поліпшення умов на місцях, Латорр закріпив права приватної власності за допомогою сільського кодексу 1879 року, який встановив обов'язкову медіанерію, що дало величезний імпульс укладенню земель. Створено Генеральний офіс торгових марок і знаків тваринництва, в якому бренди скотарів повинні були бути відмічені, щоб уникнути повторень і шахрайства і забезпечити своє володіння худобою. Іншою мірою, яка була впроваджена для зміцнення внутрішнього порядку в кампанії, було надання дозволу великим власникам на створення приватного поліцейського, що керується комісаром. Дріт закріпив існуючий режим власності на землю. По-друге, він ліквідував тваринника і викликав перше безробіття в країні, усунувши роботу багатьох робітників, аташе і продавців. Це зумовило його концентрацію в передмістях міст, і в Монтевідео, що призвело до того, що стало відомо як «ранчьєрос».

### Реформа освіти
Однією з найважливіших реформ під час правління полковника Латорра була реформа освіти, яку доручали Хосе Педро Варелі, який був на передньому краї в плані нових педагогічних течій. Він створив Школу мистецтв і ремесел, згодом названу промисловою школою, а потім Університетом праці Уругваю (UTU). Він також створив лікарню для психічно хворих.

### Відносини з Церквою
Латорр багато разів бився з священиком Ельміро Санчесом, якого він вбив у середині своєї другої війни; Після цього Латорре був ув'язнений на 3 роки, поки йому не вдалося втекти за допомогою свого товариша Альфредо Гюйлора.

### Економіка
Латорр не розробив заходи на користь військового класу, але мав значну кількість авторитаризму, який допоміг сформувати центральну державу, здатну повернути країну на діріджистські (меркантильні) принципи, збільшивши тим самим протекціонізм і владу держави. Захист приватної власності на землю та тваринництво, відновлення виплати державного боргу; а також технічна та адміністративна модернізація держави. Маючи необхідний стаж і чесноти для цього, він ніколи не піднімався до Генерала, щоб навести приклад жорсткої економії, оскільки це означало б збільшення зарплати; через це він відомий як полковник Лоренцо Латор.
1 березня 1879 року він став президентом Республіки на період 1879—1883 років, але не зміг керувати, оскільки не звик до відсутності працездатності парламенту з більш вічними дискусіями, ніж з практичними рішеннями, подав у відставку 13 березня 1880 року, заявивши в своїй промові, що « Східні є непідконтрольними». Генеральна Асамблея прийняла його відставку і призначила Франциско Антоніно Відал Сільву своїм замісником на решту строку. Олігархія Монтевідейського «принципаста», справжня ремія скромних і могутніх людей, вважала його своїм ворогом. Він пішов у вигнання в Буенос-Айресі, де помер зі скромністю. У 1975 році його останки були репатрійовані і лежать в Національному Пантеоні.

## Сім'я
Він одружився з Валентиною Гонсалес де Арагон, дочкою Мелітона Гонсалеса та Антонії де Арагон. Валентина була тіткою Хуана Зоррилья-де-Сан-Мартіна, оскільки її сестра була Алеяндріна дель Позо і Арагон де Зоррилья де Сан-Мартін, мати поета.

### Кабінет міністрів
| Міністерство         | Ім'я               | Період    |
| -------------------- | ------------------ | --------- |
| Уряд                 | Хосе Марія Монтеро | 1876–1880 |
| Міжнародні відносини | Амбросіо Веласко   | 1876–1877 |
| Міжнародні відносини | Гуальберто Мендес  | 1877–1880 |
| Казначейство         | Хуан Андрес Васкес | 1876–1877 |
| Казначейство         | Хосе Марія де Нава | 1877–1880 |
| Війна і флот         | Едуардо Васкес     | 1876–1880 |

| Попередник: Педро Варела | Президент Уругваю 1876 — 1879 (де-факто) y 1879—1880 (конституційно) | Наступник: Франциско Відаль Сільва |